# Życie Nauki
Życie Nauki – miesięcznik naukoznawczy, wydawany w latach 1946–1953. 
Założony przez członków Konwersatorium Naukoznawczego, powołanego przez Towarzystwo Asystentów Uniwersytetu Jagiellońskiego. Dotowany przez ówczesne Ministerstwo Oświaty. Do 1949 periodyk ukazywał się w Krakowie, następnie od 1950 w Warszawie. Zamieszczano w nim publikacje dotyczące głównie społecznej roli nauki, ale również związane z problemami naukoznawstwa. Ukazywał się w nakładzie 3500 egzemplarzy.
Pierwszym redaktorem czasopisma był Mieczysław Choynowski.